# Die Abenteuer des braven Soldaten Schwejk
Die Abenteuer des braven Soldaten Schwejk (tschechisch Osudy dobrého vojáka Švejka za světové války, in neuer Übersetzung auch Die Abenteuer des guten Soldaten Švejk im Weltkrieg) ist ein unvollendeter, antimilitaristischer Schelmenroman von Jaroslav Hašek, geschrieben 1920–1923. Der Protagonist Josef Schwejk (tschechisch Švejk) ist ein satirisch überzeichneter Prager Charakter, der sich mit List und Witz durchs Leben schlägt und als Soldat im Ersten Weltkrieg mit Chuzpe und übertriebenem Gehorsam die Missstände in der österreichisch-ungarischen Armee offensichtlich macht.

## Entstehung der literarischen Figur
Vermutlich lieh Hašek den Namen seines braven Soldaten bei einem Reichsratsabgeordneten der tschechischen Bauernpartei (Agrarier) aus, der Josef Švejk hieß und dafür bekannt war, immer mit der Regierungspartei zu stimmen und in seinen seltenen Wortmeldungen meist Unsinn von sich zu geben. Auf diesen Abgeordneten soll die damals populäre Redensart „Pan Švejk – něco žvejk« (etwa: »Herr Schwejk sprach eben – wieder mal daneben“) gemünzt gewesen sein.
Inhaltlich hat die literarische Figur Josef Schwejk aber nichts mit dem vermutlich namensgebenden Abgeordneten zu tun. Möglicherweise kam Hašek die Idee für den braven Soldaten Schwejk durch die Lektüre einer Geschichte, die 1905 in der auch in Prag erhältlichen und von Hašek viel gelesenen deutschen satirischen Wochenzeitschrift Simplicissimus erschien und in tschechischer Übersetzung in der sozialdemokratischen Prager Tageszeitung Právo lidu nachgedruckt wurde.
Es gibt vier Ausführungen der Figur, die sich über verschiedene Veröffentlichungen hinweg wandelte:
- Die Theaterstücke: Die Figur namens Schwejk erscheint erstmals in dem im April 1911 uraufgeführten Stück U bratří Makabejských (»Bei den makkabäischen Brüdern«), das Hašek zusammen mit František Langer und weiteren Mitstreitern von der satirischen Partei für gemäßigten Fortschritt in den Schranken der Gesetze nach einer Idee seines Freundes Eduard Drobílek geschrieben hatte.[4] Im selben Umfeld wurden weitere Stücke entwickelt und aufgeführt, in denen eine Figur  vorgekommen sein soll, insbesondere in der Trilogie Pevnost, Pružnost, Tažnost (etwa: »Festigkeit, Elastizität, Dehnbarkeit«).[5]
- Die Kurzgeschichten: Ab Mai 1911 erschienen die ersten Kurzgeschichten mit Schwejk in der Zeitschrift Karikatury.[6] Ein erster Sammelband erschien als Der brave Soldat Schwejk und andere merkwürdige Geschichten in Prag 1912. In Deutschland wird dieser Band auch Urschwejk genannt.
- Die Erzählung: Eine lange Zeit wenig beachtete Vorform des Schwejk-Romans erschien, als Hašek im Dienst der Tschechoslowakischen Legionen stand: Der brave Soldat Schwejk in der Gefangenschaft, Kiew 1917.[7]
- Der Roman: Die Abenteuer des braven Soldaten Schwejk / Die Abenteuer des guten Soldaten Svejk im Weltkrieg, Prag 1921–23.

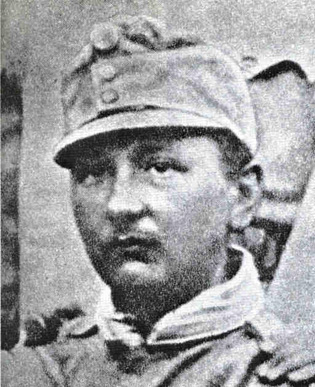
Jaroslav Hašek als österreichischer Soldat im Weltkrieg 1915

Eingang in die Weltliteratur fand die Schwejk-Figur des ab 1921 veröffentlichten Romans. Sie ist komplexer als ihre Vorgänger und enthält viel Autobiographisches, vor allem Erlebnisse Hašeks als Soldat im Ersten Weltkrieg: anfänglich als Einjährig-Freiwilliger im k.u.k. 91. Infanterie-Regiment in Budweis, das bald nach Bruck an der Leitha verlegt wurde, „wo Hašek die meisten Gestalten seines einzigen Romans kennenlernte. So gab es dort, wie später in seinem Buch, den Hauptmann Ságner, den Oberleutnant Rudolf Lukáš (Lukasch), den dienstführenden Feldwebel Vaněk (Wanek), den Major Wenzl usw. Wie Erinnerungen von Zeitgenossen und spätere Forschungen zeigten, übernahm Hašek die Charakterzüge dieser Personen fast ohne Korrektur.“ Einige Züge der Persönlichkeit Schwejks (wie etwa das exzessive Anekdotenerzählen) sind nach dem Offiziersdiener des Oberleutnants Rudolf Lukas, František Strašlipka, modelliert. Diese Position hat auch die Romanfigur Schwejk eine Weile lang inne.
Während des Krieges desertierte Hašek und lief zu den Russen über. Nach der Oktoberrevolution wurde er Kommissar in der politischen Abteilung der 5. Armee der Roten Armee und trat der Kommunistischen Partei bei. Kurz nach seiner Rückkehr aus Simbirsk in Sowjetrussland begann er Anfang 1921 in Prag mit der Arbeit am Roman. Den ersten Teil schrieb er zum Teil in Wirtshäusern, wo er den Gästen seine Entwürfe vorlas und sich von ihrem Urteil leiten ließ. Anfangs veröffentlichte Hašek den Schwejk in Form von Heften, die er gemeinsam mit seinem Freund A. Sauer selbst herausgab. Erst nach einem halben Jahr konnte er einen Verleger, Adolf Synek, finden. Im Herbst 1921 übersiedelte Hašek nach Lipnice, wo er bis zu seinem Tod am Švejk arbeitete.

## Inhalt des Romans

### Erster Teil: Im Hinterland
Die Handlung beginnt am Tag der Ermordung des Thronfolgers Franz Ferdinand. Josef Švejk, der „vor Jahren den Militärdienst quittiert hatte, nachdem er von der militärärztlichen Kommission endgültig für blöd erklärt worden war und der sich durch den Verkauf von Hunden, hässlichen, schlechtrassigen Scheusälern, ernährte, deren Stammbäume er fälschte“, begibt sich ins Prager Gasthaus „Zum Kelch“ (Anspielung auf den Hussitenkelch), wo er mit dem Wirt Palivec und dem einzigen Gast über das Attentat von Sarajevo diskutiert. Wie sich herausstellt, ist dieser Gast der Zivilpolizist Bretschneider, der Schwejk und Palivec wegen hochverräterischer Äußerungen verhaftet. Der Untersuchungsrichter lässt Švejks Geisteszustand untersuchen; dieser verbringt einige Tage im Irrenhaus und ist kurz darauf wieder in Freiheit, während Palivec für die Aussage, dass die Fliegen auf sein Kaiserbild geschissen hätten, zu zehn Jahren verurteilt wird.

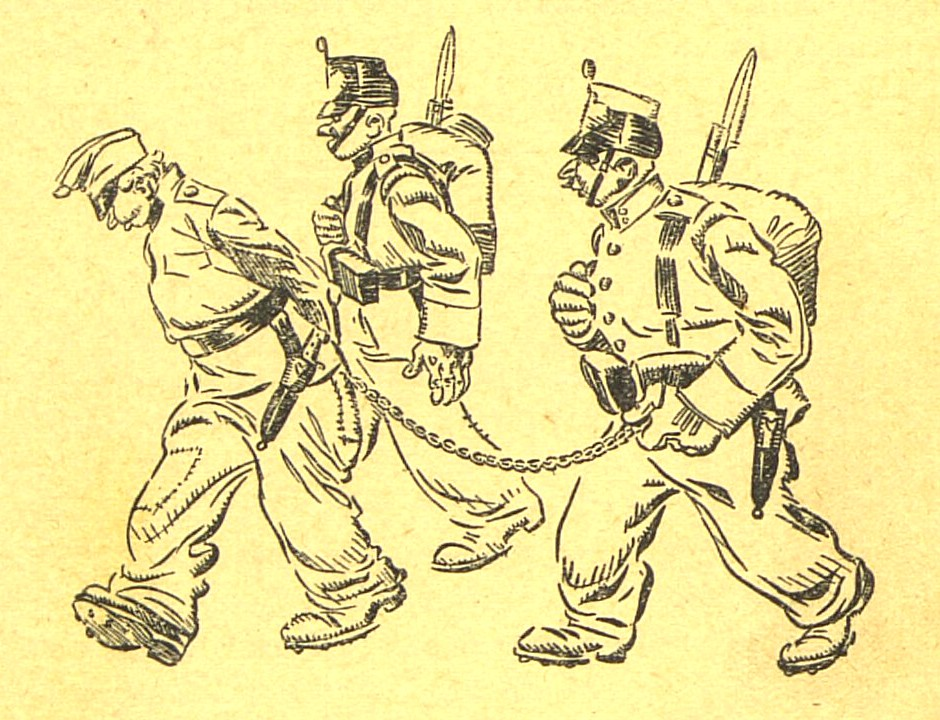
Schwejk wird abgeführt, Illustration 1912

Nach einiger Zeit erhält Schwejk die Einberufung zum Kriegsdienst. Wegen seines Rheumatismus ist er – oder stellt sich – gehunfähig und lässt sich im Rollstuhl zur Assentierung (Musterung) führen. Im Garnisonsspital werden die Patienten – Simulanten wie echte Kranke – durch allerlei Misshandlungen dazu bewogen, sich für gesund und frontdiensttauglich zu erklären. Schwejk kommt in den Garnisonsarrest, wo der Feldkurat Otto Katz bei einer Predigt auf ihn aufmerksam wird. Der versoffene Feldkurat („bevor er die Weihen empfing, betrank er sich bis zur Bewusstlosigkeit in einem sehr anständigen Hause mit Damenbedienung“) nimmt Schwejk als Diener zu sich. Nach etlichen Abenteuern und alkoholischen Exzessen verspielt der Feldkurat beim Kartenspiel Schwejk an Oberleutnant Lukáš.
Als Offiziersdiener („Putzfleck“ oder auch „Pfeifendeckel“ genannt) assistiert Schwejk bei den amourösen Eskapaden des Oberleutnants („Hatte sie viele Wünsche?“ – „Beiläufig sechs.“). Die glückliche Zeit geht zu Ende, als Lukáš von Schwejk einen gestohlenen Hund zum Geschenk erhält. Der frühere Eigentümer des Hundes, der „ehrenwerte Idiot“ Oberst Kraus („Besitzer des Prädikates: von Zillergut, nach irgendeinem Dorf in Salzburg, das seine Vorfahren bereits im achtzehnten Jahrhundert verfressen hatten“) trifft Oberleutnant Lukáš mit dem gestohlenen Hund an. Lukáš wird zum 91. Infanterieregiment nach Budweis versetzt und soll mit diesem an die Front gehen.

### Zweiter Teil: An der Front
Im Zug von Prag nach Budweis betätigt Schwejk die Notbremse. In Tábor versäumt er den Zug, vertrinkt das Fahrgeld und muss daher zu Fuß nach Budweis gehen. Auf diesem Fußmarsch, „Švejks Budweiser Anabasis“, gelangt er nach einigen Abenteuern nach Putim, wo er vom Gendarmeriewachtmeister für einen Spion gehalten wird. Von einem schwer betrunkenen Postenführer wird Schwejk beim Rittmeister in Písek abgeliefert, der ihn zu seinem Regiment nach Budweis zurückschickt.
Das 91. Regiment wird nach Bruck an der Leitha, dessen Militärlager (heute Bruckneudorf) sich damals in der ungarischen Reichshälfte befand, verlegt. Schwejk reist in Gesellschaft des Einjährigfreiwilligen Marek bequem im Arrestantenwagen. In Bruck an der Leitha überbringt er einen Liebesbrief des Oberleutnant Lukáš irrtümlich an den Gatten der Angebeteten, worauf es zu einer wüsten Schlägerei zwischen Tschechen und Ungarn kommt und Schwejk den Liebesbrief vernichtet, indem er ihn aufisst.

### Dritter Teil: Der glorreiche Zusammenbruch
Der dritte Teil handelt von der Zugfahrt des 91. Regiments quer durch Ungarn nach Sanok ins (heute polnische) Galizien. Schwejk ist nun Ordonnanz, sein Nachfolger als Putzfleck ist der verfressene Baloun, der seinen ständigen Heißhunger mit den für Oberleutnant Lukáš bestimmten Portionen zu stillen versucht. Der Transport ist von Chaos, Ineffizienz und langen Wartezeiten gekennzeichnet. In zahlreichen Episoden werden Offiziere und andere Würdenträger vorgestellt: Der ebenso dumme wie hinterhältige Leutnant Dub; der strebsame Kadett Biegler, der sich vor Budapest im Traum als großen Helden sieht, aber wegen seiner vollen Hosen nur mehr als der „beschissene Kadett Biegler“ bezeichnet wird; der „Latrinengeneral“ („… um halb neun scheißt sich das Militär auf der Latrine aus und um neun Uhr wird schlafen gegangen. Vor so einem Heer flieht jeder Feind entsetzt“), und viele andere.
Von Sanok marschiert die 11. Marschkompanie des 91. Regiments in Richtung Front. Schwejk als Quartiermacher marschiert voraus und begegnet einem geflüchteten russischen Kriegsgefangenen, der in einem Teich badet. Aus Neugier zieht er die russische Uniform an und gerät in österreichische Kriegsgefangenschaft.

### Vierter Teil: Fortsetzung des glorreichen Debakels
Nach einigen Mühen gelingt es Švejk, seine Bewacher davon zu überzeugen, dass er kein Russe ist. General Fink will ihn ohne weiteres Aufheben sofort als Spion hinrichten lassen, lässt aber doch noch beim 91. Regiment nachfragen. Der fromme und biedere Feldkurat Martinec versucht, Schwejk vor der Hinrichtung geistlichen Trost zu spenden, scheitert jedoch völlig, weil Schwejk ihm ununterbrochen Geschichten erzählt und ihn nicht zu Wort kommen lässt. Sehr zum Missfallen des Generals kommt ein Telegramm, dass Schwejk unverzüglich zu seiner Kompanie zurückzuschicken sei.
Durch Hašeks frühen Tod blieb der vierte Teil des Romans unvollendet.

## Charakteristik
Stets schafft Schwejk sich neue Freunde oder bringt lächerliche Autoritäten, die weder sich selbst noch andere ausstehen können, zur Weißglut. Dabei helfen ihm sein unerschöpfliches Repertoire an Anekdoten, sein Mut zu handeln und seine treuherzige und stoische Gelassenheit.
Schwejk wurde mit seiner Art der „Pflichterfüllung“ zum Vorbild für unzählige Autoren, Kabarettisten, Darsteller und Lebenskünstler, die die Bürokratie, die Monarchie, die Armee, den Krieg, das Krankenhaus oder einfach den „alltäglichen Wahnsinn“ zum Ziel ihrer satirischen Federzüge und Sprachübungen machten.
Hašek schilderte in seiner speziellen Sprache den Widersinn der Kriegshetze und Mobilisierung in der Donaumonarchie vor und nach dem Beginn des Ersten Weltkriegs und die Stimmung der meisten „Untertanenvölker“, die keine große Lust hatten, in die Schlacht für den „Herrn Kaiser und seine Familie“ zu ziehen.
Er zeichnet dabei kein idyllisches Bild von der „guten alten Zeit“ in einer liebenswürdig-gemütlichen Donaumonarchie. Stattdessen nimmt er die Schattenseiten dieser oft in Filmen romantisierten Zeit und Gesellschaft aufs Korn: Bürokratismus, Denunziantentum, dumpfen Untertanengehorsam und stupide Befehlserfüllung. Außerdem die Zurücksetzung, teilweise auch brutale Unterdrückung der Tschechen (in abgestufter Form auch der anderen nicht-deutschen Nationalitäten Österreich-Ungarns) durch die deutsch-österreichische Führungsschicht in Staat und Armee.
Es darf jedoch nicht übersehen werden, dass Hašek dies alles aus seiner Sicht darstellt. Ein großer Anteil der Bevölkerung in der Habsburgermonarchie – auch der Tschechen – war bei Kriegsausbruch durchaus für „Kaiser und Vaterland“ eingestellt. Allerdings gab es eine Zensur und nachdem kein Österreichisch-Tschechischer Ausgleich im Sinne einer Föderalisierung der Habsburgermonarchie wie im Österreichisch-Ungarischen Ausgleich von 1867 zustande gekommen war, setzten immer mehr tschechische politische Kräfte wie Maffie und Jungtschechen auf eine Eigenständigkeit der Länder der Böhmischen Krone im Sinne eines historischen Staatsrechtes der Wenzelskrone, was schließlich 1918 zu einer Unabhängigkeit der Ersten Tschechoslowakischen Republik führte (→ Geschichte der Tschechoslowakei). Zu beachten ist auch, dass tschechoslowakische Legionäre auf Seiten der Triple Entente gegen die Mittelmächte gekämpft haben (→ Tschechoslowakische Legionen) und es eine tschechoslowakische Exilregierung in Paris gab, was ebenfalls eindeutig belegt, dass es auch eine kritisch-ablehnende Haltung gegenüber der Habsburgermonarchie gegeben hat.
Schwejk gelingt es in der Geschichte immer wieder, durch natürliche Einfalt und eigensinnige Findigkeit drohenden Gefahren zu entgehen. Im direkten Dialog karikiert er Hinterlist, Strebertum und Vorurteile.

## Sprache und Stil
Die Erzählungen Švejks, die einen großen Teil des Romans ausmachen, sowie die meisten Dialoge sind in tschechischer Umgangssprache verfasst, während Hašek als Erzähler die Schriftsprache verwendet. Die Umgangssprache zeichnet sich durch zahlreiche deutsche Fremdwörter aus, vor allem bei militärischen Dienstgraden (obrlajtnant, obršt, kadetštelfrtrétr) und sonstigem Militärvokabular (kopfšus, maršbatalionskanclaj, dráthintrnis usw.). Etliche Sätze und kürzere Abschnitte sind im tschechischen Original deutsch, das Schwejk gebrochen spricht. Auch andere Sprachen der Monarchie (ungarisch, bosnisch) werden gelegentlich verwendet, wenn auch – Hašeks Sprachkenntnissen entsprechend – nicht immer ganz korrekt.
Auffallend ist die große Zahl an Zitaten: Die unterschiedlichsten Texte – der Anzeigenteil einer Zeitung, patriotische Lieder, Volkslieder, Heiligenlieder, Armeebefehle und vieles andere mehr – werden wörtlich, wenn auch manchmal etwas nachlässig, zitiert.

## Illustrationen Josef Ladas

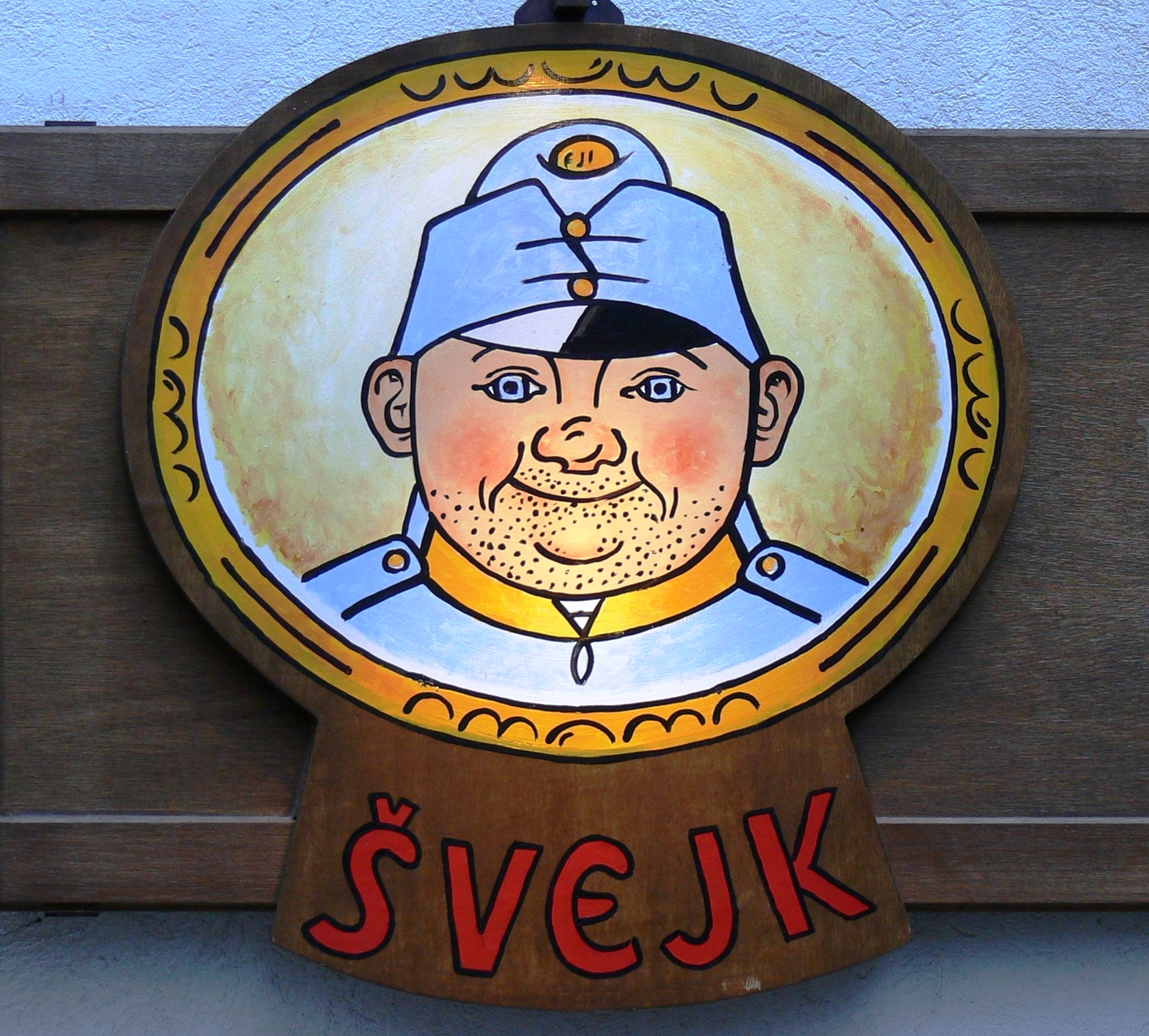
Josef Ladas Schwejk als Schild für ein Restaurant

Josef Lada hat mit seinen Illustrationen viel zur Popularität des Schwejk beigetragen: durch einfache, klare Linienführung sind die charakteristischen Züge jeder Person mit wenigen Strichen treffend dargestellt.
Von Ladas Illustrationszyklus existieren mehrere Fassungen:
- Die erste Version unterscheidet sich stark von den späteren. Sie zeigt Švejk, wie er mitten im Granathagel steht und sich seelenruhig eine Pfeife anzündet. Hier ist Schwejk viel schlanker als in Ladas später entstandenen Illustrationen.[12] Diese Version war die einzige, die Hašek kannte; er verwendete sie für das Titelblatt der ersten Ausgabe in Heften.
- 1924–1925 veröffentlichte Lada in der Sonntagsbeilage der Zeitung České slovo insgesamt über 550 Zeichnungen. Etwa ein Drittel davon illustriert die Fortsetzung Karel Vaněks.
- Eine leicht modifizierte Auswahl dieser Zeichnungen illustriert die meisten Buchausgaben. Der wesentliche Unterschied liegt in Švejks Haartracht: Er ist nunmehr von Anfang an kahlgeschoren.
- 1953–1954 schuf Lada noch eine mit Wasserfarben kolorierte Fassung.

## Rezeption
Unter dem Titel „Die Abenteuer des braven Soldaten Schwejk in Russischer Gefangenschaft“ (Original: „Osudy dobrého vojáka Švejka v ruském zajetí“) veröffentlichte der mit Hašek befreundete Journalist und Schriftsteller Karel Vaněk 1923 eine zweiteilige Fortsetzung des Romans. Josef Lada übernahm erneut die Illustrationen. Die Fortsetzung wird überwiegend als sprachlich und stilistisch wenig geglückt bezeichnet.
Aus politischen Gründen war die Verbreitung dieses Textes in der Tschechoslowakei von 1951 bis 1990 verboten.
In der Zeit des Nationalsozialismus stand der Švejk-Roman auf der Liste der verbrannten Bücher. Offensichtlich steht die Figur des Schwejk dem Korpsgeist und der Opferbereitschaft für Truppe und Führer entgegen, macht er doch „den Krieg durch seine weise, widerständige Dummheit lächerlich.“
In der Schweiz diente der Roman dem politischen Kabarettisten Alfred Rasser in stark vergröberter Form als Vorbild für seine Figur des Schweizer Soldaten HD Läppli.
Die Abenteuer des braven Soldaten Schwejk wurde in die ZEIT-Bibliothek der 100 Bücher aufgenommen.
Der Asteroid (7896) Švejk wurde am 2. April 1999 nach der Figur benannt.

### Theaterstücke

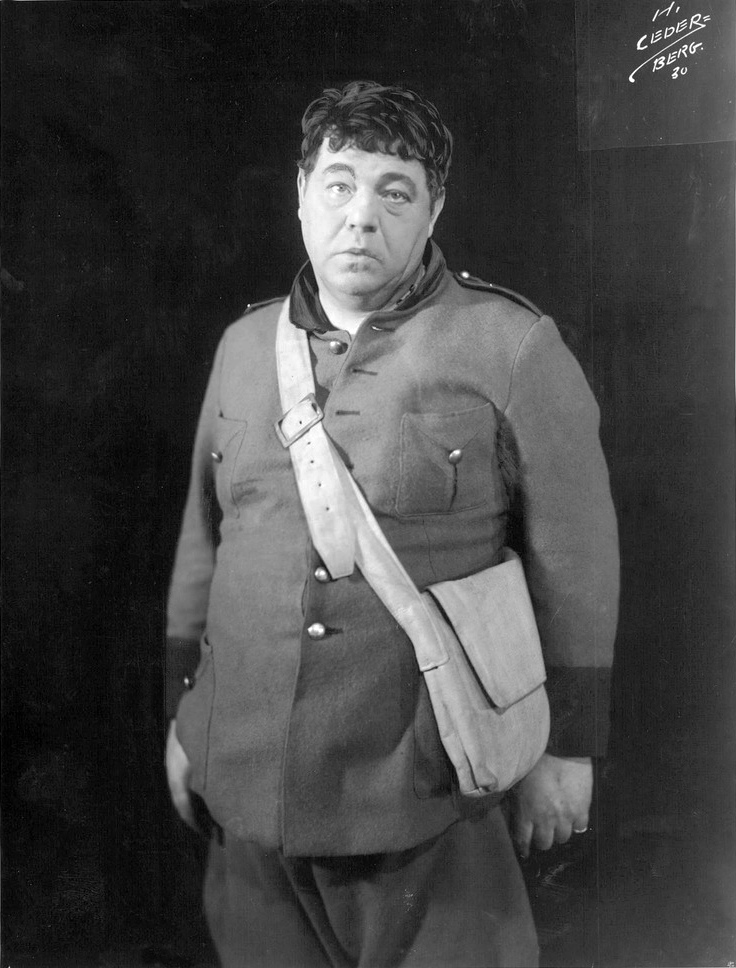
Schwedischer Švejk-Darsteller 1930

1927 entstand nach dem tschechischen Original eine Bühnenfassung des Romans von Jaroslav Hašek Der brave Soldat Švejk, die der sächsische Satiriker Hans Reimann zusammen mit dem Schriftsteller Max Brod verfasste.
Große Bekanntheit erlangte Jaroslav Hašeks satirischer Weltkriegsroman in Deutschland durch Erwin Piscators Inszenierung an der Berliner Piscator-Bühne. Aufgrund einer anspruchsvollen Bühnentechnik mit Laufbändern, satirischen Trickfilmsequenzen aus der Feder von George Grosz, einer episodischen Dramaturgie und einem Darstellungsstil zwischen Knock-about und Varieté wurde die von Piscators dramaturgischem Kollektiv unter Mitwirkung Bertolt Brechts erarbeitete szenische Fassung zum großen Bühnenerfolg. Brecht schrieb 1943 in Anlehnung an Hašeks Buch, die Reimann-Brod’sche Bühnenfassung und andere Texte des Piscator-Kollektivs das Stück Schweyk im Zweiten Weltkrieg. Unabhängig davon entstand in Österreich eine Bühnenfassung von Rudolf Weys.
Am 21. März 1955 wurde in Wien eine Bühnenfassung des Stoffes von Thaddäus Troll uraufgeführt. Mitten in der Diskussion um die Wiederbewaffnung der Bundesrepublik wurde dieses Stück mit Inszenierungen in der Komödie im Marquardt in Stuttgart (71 Vorstellungen), im Thalia-Theater in Hamburg, im Apollo-Theater in München sowie in zahlreichen anderen Städten ein großer Erfolg. Troll hat außerdem eine Hörspielfassung erstellt, die 1957 vom Bayerischen Rundfunk erstgesendet wurde. Im Auftrag von Erwin Piscator hat er für die Freie Volksbühne Berlin 1965 noch einmal eine völlige Neufassung erarbeitet. Sie kam jedoch nicht zur Aufführung, da Piscator 1966 starb.
Pavel Kohout inszenierte eine eigene Bearbeitung des Švejk-Stoffes zuerst 1963 in Prag und 1967 mit Valter Taub in der Titelrolle am Deutschen Schauspielhaus in Hamburg.
Weitere Adaptionen des Švejk-Stoffes sind beispielsweise das Theaterstück Urschwejk von Stefan Schütz im Jahr 1988, das für das Landestheater Linz geschriebene Schauspiel Schwejk? von Werner Fritsch, das am 3. Februar 2003 unter der Regie von Gerhard Willert uraufgeführt wurde oder Ulrich Mecklers Welt Krieg Schwejk, uraufgeführt im Gallus Theater Frankfurt 2014.
Am 4. November 2022 war Premiere einer weiteren Theater-Inszenierung des Stoffs an der Comödie Dresden. Die Hauptrolle des Schwejk spielt hier Thomas Böttcher.

### Verfilmungen
Das Švejk-Material wurde vielfach verfilmt, in der Tschechoslowakei erstmals im Jahre 1926 unter dem Titel Dobrý voják Švejk von Karel Lamač, 1931 von Martin Frič, 1955 von Jiří Trnka als Puppentrickfilm Der brave Soldat Schwejk und 1986 als Zeichentrickfilm von Stanislav Látal sowie 1956 (Teil 1 „Der brave Soldat Schwejk in Prag“) und 1957 (Teil 2 „Melde gehorsamst …“ Der brave Soldat Schwejk) durch den tschechischen Filmregisseur Karel Steklý als zwei Farbfilme, in der Hauptrolle Rudolf Hrušínský senior, siehe Der brave Soldat Schwejk.
In Deutschland wurde der Stoff unter anderem von Axel von Ambesser verfilmt, mit Heinz Rühmann in der Hauptrolle. Diese Fassung von 1960 gilt als wenig originalgetreu; Hašeks radikale Kritik an staatlicher und kirchlicher Obrigkeit wird deutlich abgeschwächt. Noch weiter von der Romanvorlage entfernt war Wolfgang Liebeneiners Verfilmung Schwejks Flegeljahre (1963) mit Peter Alexander in der Titelrolle. Liebeneiner führte auch Regie bei der 13-teiligen Fernsehserie Die Abenteuer des braven Soldaten Schwejk (1972/76) mit Fritz Muliar in der Hauptrolle.

### Musikalische Bearbeitungen
Eine Opernfassung mit Musik von Robert Kurka und einem Libretto von Abel Meeropol (unter dem Pseudonym Lewis Allan) wurde 1958 in New York uraufgeführt. Eine weitere Vertonung (Il buon soldato Sveijk) von Guido Turchi wurde 1962 an der Mailänder Scala uraufgeführt.

### Hörbücher
- achtteilige Schallplattenlesung von Franz Kutschera. VEB Deutsche Schallplatten Berlin, 1958 ff.
- Die schönsten Abenteuer des braven Soldaten Schwejk von Valter Taub
- 200-minütige Aufzeichnung einer Lesung in Wien im Mai 1986 mit Helmut Qualtinger
- 563-minütige MDR-Produktion, gelesen von Wolfram Berger 2017

## Denkmäler
Nach dreizehn Denkmälern, beispielsweise in der Slowakei, in der Ukraine, in Polen und in Russland, wurde Ende August 2014 die erste Statue in Tschechien enthüllt. Sie steht in der südböhmischen Gemeinde Putim, wo Schwejk auf dem Weg nach Budweis als „russischer Spion“ verhaftet und verhört wird.

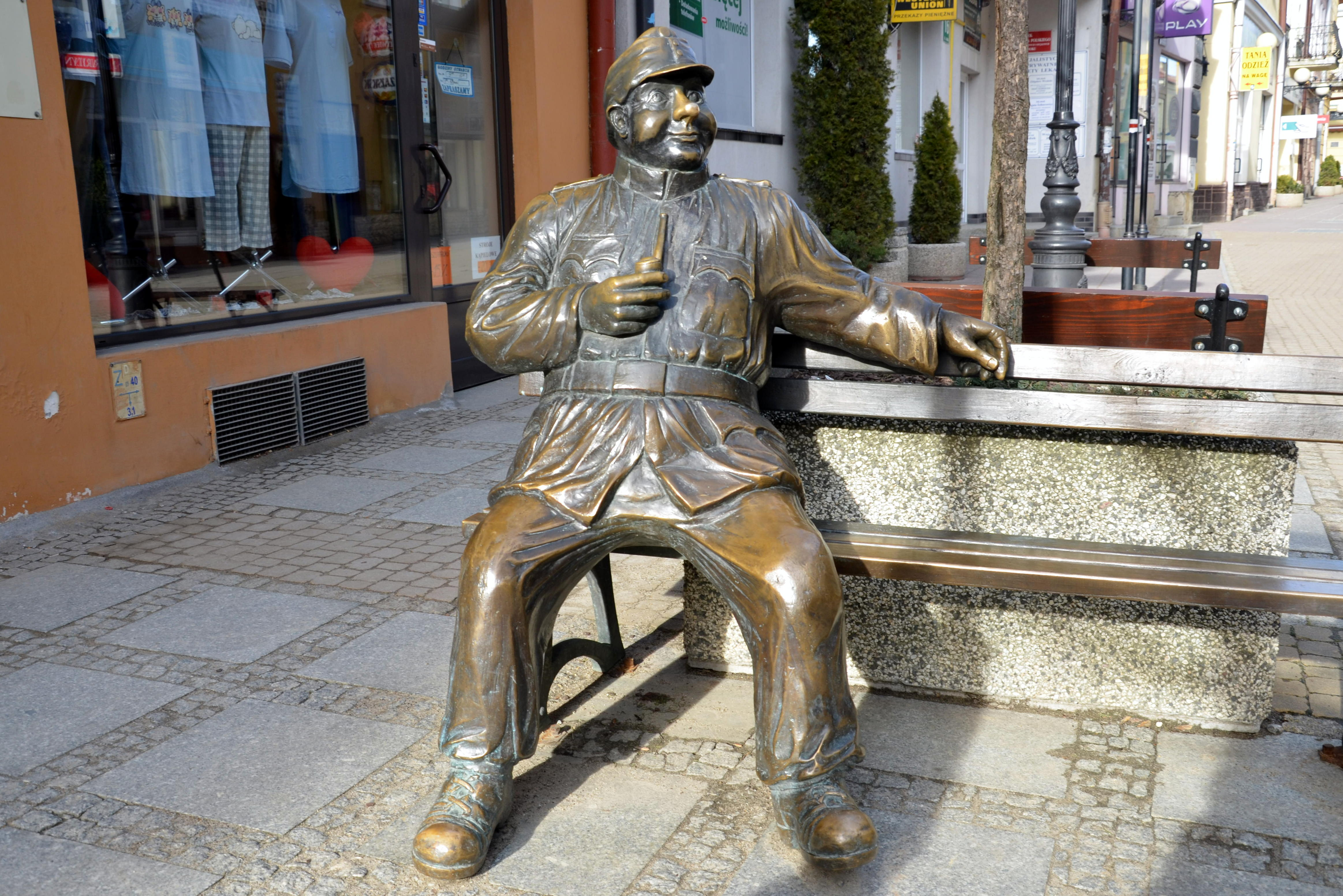
Sanok, Polen
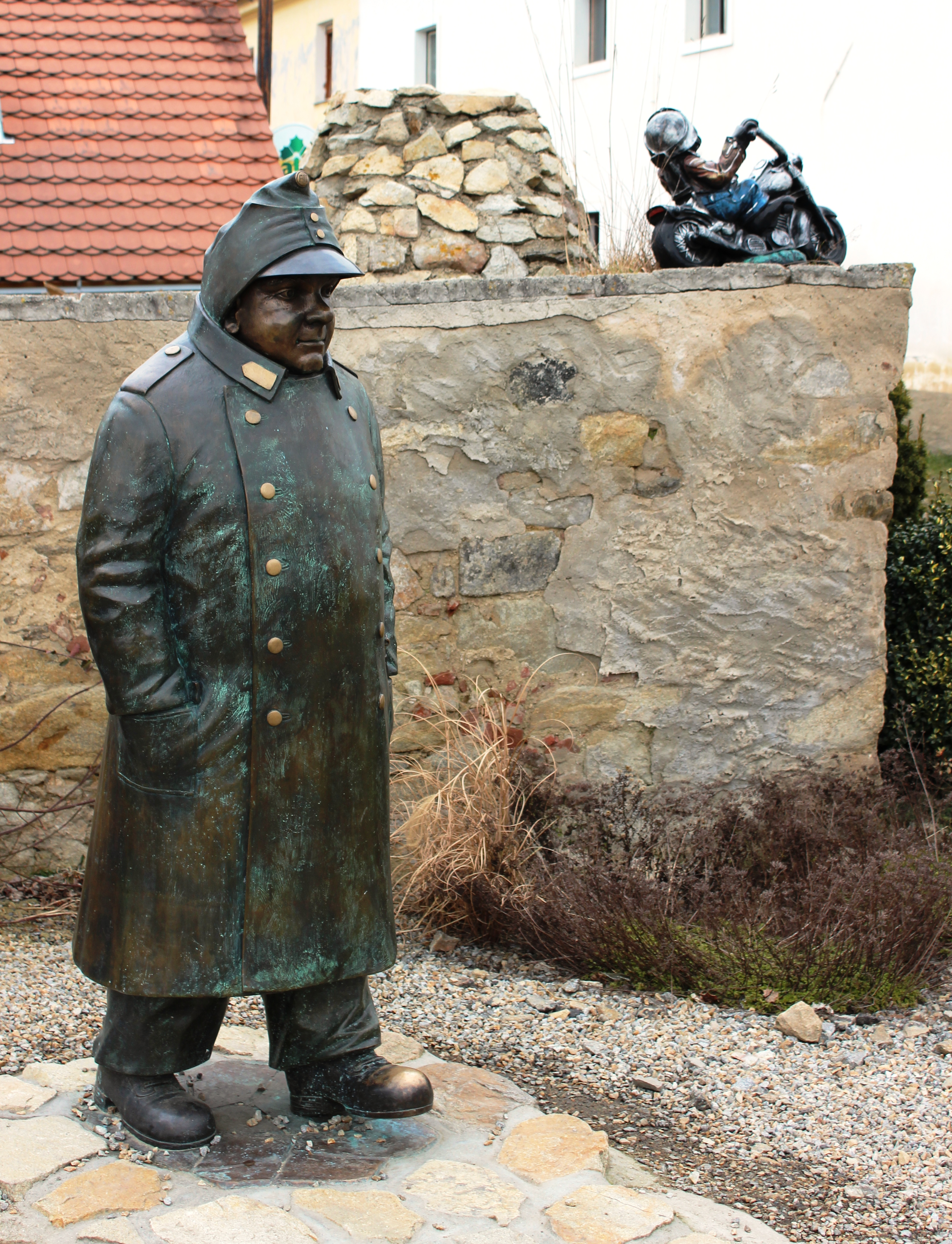
Putim, Tschechien
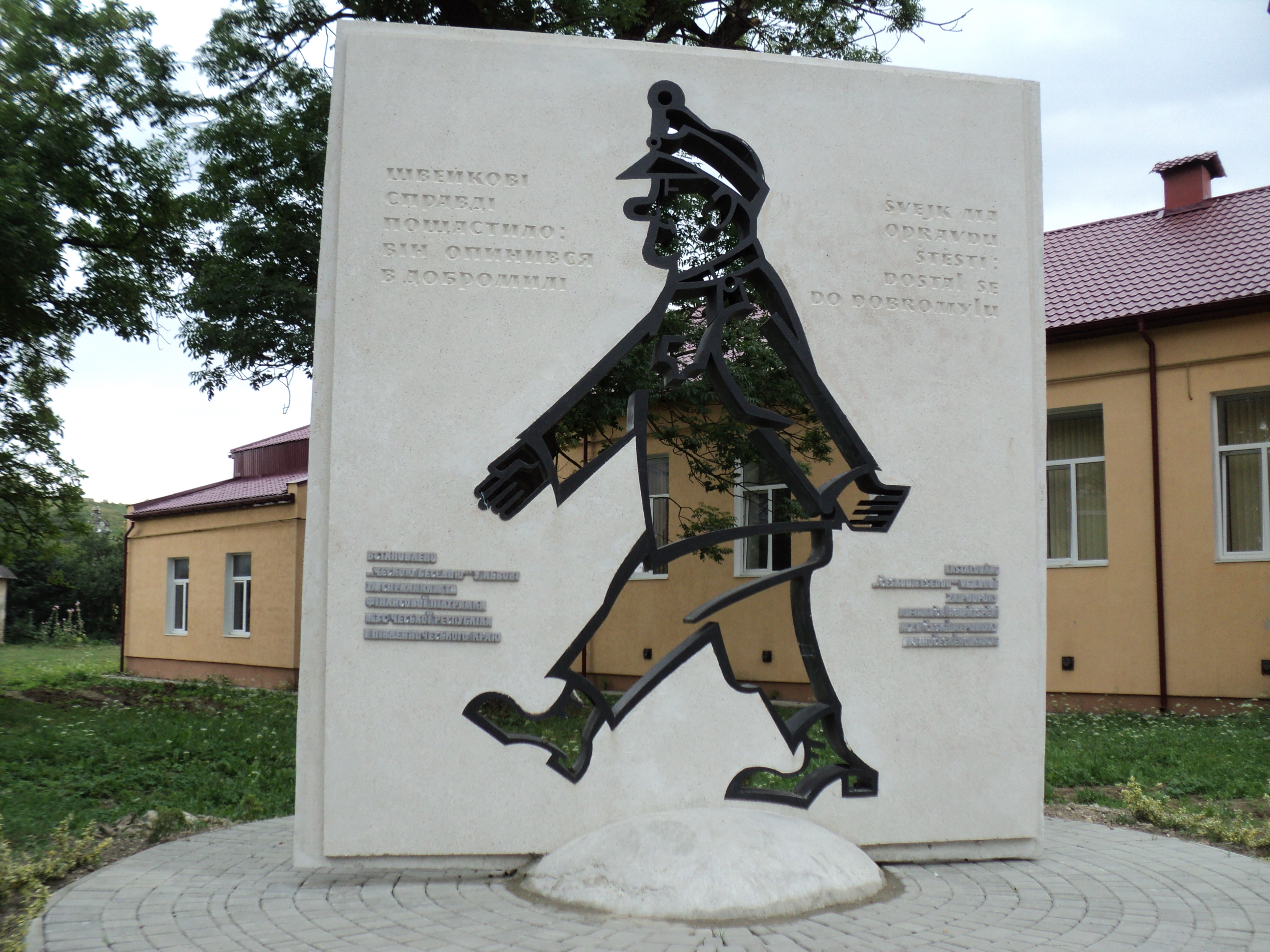
Dobromyl, Ukraine

## Übersetzungen

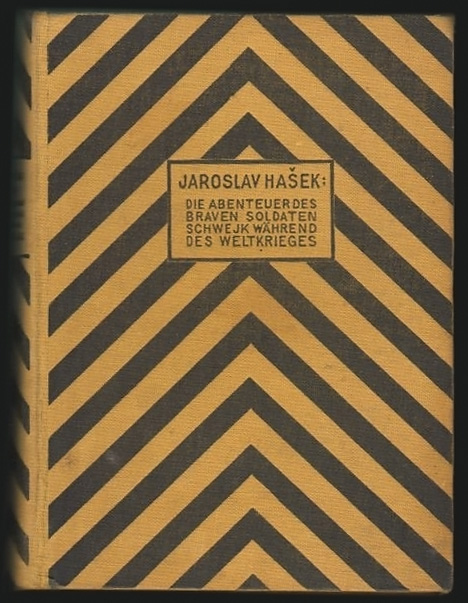
Deutsche Erstausgabe Band III 1926

Die erste und wichtigste Übersetzung in eine andere Sprache war die ins Deutsche von Grete Reiner-Straschnow (1926), die als Basis für zahlreiche Übersetzungen in andere Sprachen diente, z. B. für die erste russische Übersetzung (1926, G. A. Sukkau), aber auch noch 1958 für die Übersetzung ins Norwegische (O. Bang-Hansen). Neben der deutschen Übersetzung von Grete Reiner gehört die russische Übersetzung von Pjotr Bogatyrjow zu den bisher besten Übersetzungen überhaupt.
Reiner hat in dieser ersten deutschen Übersetzung auf eine künstliche Mischform des Prager Kleinseitner Deutsch und des Wienerischen gesetzt. Sie etablierte damit in der Literatur die Sprachform des „Böhmakelns“, das vor allem durch die Verfilmungen mit dem österreichischen Komiker Fritz Muliar bekannt wurde. Kurt Tucholsky hat den Švejk sehr geschätzt, fand die Übersetzung allerdings „unmöglich“.
2014 erschien im Reclam-Verlag eine Neuübersetzung vom deutsch-tschechischen Übersetzer und Politiker Antonín Brousek, die von der Beobachtung ausgeht, dass Schwejk im tschechischen Original keinen Dialekt oder Slang, sondern grammatisch korrektes Gemeinböhmisch spricht. Die neue Übersetzung versucht das von Grete Reiner eingeführte „Böhmakeln“ völlig zu beseitigen und stattdessen eine allgemeine neutrale deutsche Umgangssprache zu verwenden. Bei Antonín Brousek handelt es sich um den Sohn des 2013 verstorbenen gleichnamigen Dichters und Literaturkritikers Antonín Brousek.

### Probleme der Übersetzung
Die innere Form und Varianz der Sprache des Originals gilt als schwer übersetzbar oder unübersetzbar. Neben der neutralen Form der gesprochenen Standardsprache (hovorová čeština), die gebildete Figuren und die meisten Offiziere (neben dem Deutschen) verwenden (z. B. Oberleutnant Lukáš), ist es die als Substandard nachempfundene Variante des Gemeintschechischen (obecná čeština), mit der der Anti-Held und die einfacheren tschechischen Soldaten im Original sprachlich charakterisiert werden. Das Gemeintschechische ist zugleich die lokale Umgangssprache der Prager Bürger dieser Zeit. Diesen Kontrast in der Übersetzung beizubehalten, gestaltet sich schwierig.
Die wichtigsten Arbeiten zu den Problemen der Švejk-Übersetzungen in zahlreiche west- und südslawische Sprachen stammen von dem deutschen Potsdamer Slawisten tschechischer Herkunft Peter Kosta, dessen Dissertation unter dem Titel Probleme der Švejk-Übersetzungen in den west- und südslavischen Sprachen. Linguistische Studien zur Translation literarischer Texte (München: Sagner, 1986 – Diss.) als Dissertation der J.W. Goethe-Universität Frankfurt am Main erschienen ist. Zum Zeitpunkt der Drucklegung der Dissertation 1986 lagen laut Index Translationum 48 Übersetzungen in verschiedene Sprachen der Welt vor, von denen außer ins Nieder- und Obersorbische, Kaschubische und Belorussische Schwejk in alle slawischen Sprachen übersetzt worden ist. Weitere wichtige Arbeiten dazu stammen u. a. von Karel Kosík und Hans Dieter Zimmermann und Antonín Brousek.

## Deutschsprachige Ausgaben
- Die Abenteuer des braven Soldaten Schwejk während des Weltkrieges. Aus dem Tschechischen übertragen von Grete Reiner. Illustriert von Josef Lada (2 Bände) Adolf Synek, Prag 1926.
- Die Abenteuer des braven Soldaten Schwejk. Österreichischer Volksverlag, Graz / Leipziger Kommissions- und Großbuchhandels-Gesellschaft, Leipzig 1948 (ohne Erwähnung der Übers.).
- Die Abenteuer des braven Soldaten Schwejk. Eingeleitet von Alfred Polgar. (Übersetzt von Grete Reiner). Kiepenheuer & Witsch, Köln, Berlin 1952. (4. Aufl. 1956).
- Die Abenteuer des braven Soldaten Schwejk während des Weltkrieges. 2 Bände. Dietz Verlag, Berlin 1953. (5. Aufl. 1961).
- Die Abenteuer des braven Soldaten Schwejk (Übersetzt von Grete Reiner). 2 Bände. Rowohlt, Reinbek bei Hamburg 1960 (zuletzt 309.–406. Tsd. bzw. 245.–247. Tsd., 1996, ISBN 3-499-10409-1).
- Josef Lada: Die Abenteuer des braven Soldaten Schwejk in Bildern (Herausgegeben von Jan Vrána, übersetzt von Rudolf Feigl). Artia, Praha / Eulenspiegel, Berlin 1961 ff.; Neuausgabe bei Bund, Köln 1983, ISBN 3-766-30786-X.
- Die Abenteuer des braven Soldaten Schwejk. Aus dem Tschechischen übersetzt von Grete Reiner. Aufbau-Verlag, Berlin und Weimar 1964 (zuletzt Aufbau Taschenbuch Verlag, Berlin 2008, ISBN 978-3-7466-6108-7).
- Jaroslav Hašek: Die Abenteuer des guten Soldaten Švejk im Weltkrieg (Übersetzt, kommentiert und mit einem Nachwort versehen von Antonín Brousek). Reclam, Stuttgart 2014, ISBN 978-3-150-10969-4.

Bühnenbearbeitungen
- Erwin Piscator et al.: Die Abenteuer des braven Soldaten Schwejk. In: Herbert Knust (Hrsg.): Materialien zu Bertolt Brechts Schweyk im zweiten Weltkrieg, Vorlagen (Bearbeitungen), Varianten, Fragmente, Skizzen, Brief- und Tagebuchnotizen. : Suhrkamp, Frankfurt am Main 1974. S. 33–113.
- Thaddäus Troll: Der brave Soldat Schwejk. Vom Verfasser handschriftlich korrigierte Fassungen von 1955 und 1965. Deutsches Literatur-Archiv, Marbach a. N., Zugangsnummer 87.65.461.